# Kamil Papuga
Kamil Papuga (* 26. listopadu 1968) je bývalý český fotbalista, obránce. Po skončení aktivní kariéry působí jako profesionální trenér.

## Fotbalová kariéra
V české lize hrál za FC Vítkovice. Nastoupil ve 13 utkáních. Ve slovenské lize nastoupil za Senec ve 3 utkáních. Dále hrál za VTJ Tábor, VTJ Písek, rezervu Baníku Ostrava, TJ Bohumín, Fotbal Třinec, FC VMG Kyjov a FC Hlučín.

## Ligová bilance
| Ročník                          | Zápasy | Góly | Klub         |
| ------------------------------- | ------ | ---- | ------------ |
| 1. česká fotbalová liga 1993/94 | 13     | 0    | FC Vítkovice |
| Corgoň liga 1999/00             | 3      | 0    | Koba Senec   |
| CELKEM                          | 16     | 0    |              |